# ラタパー・ウィライロー

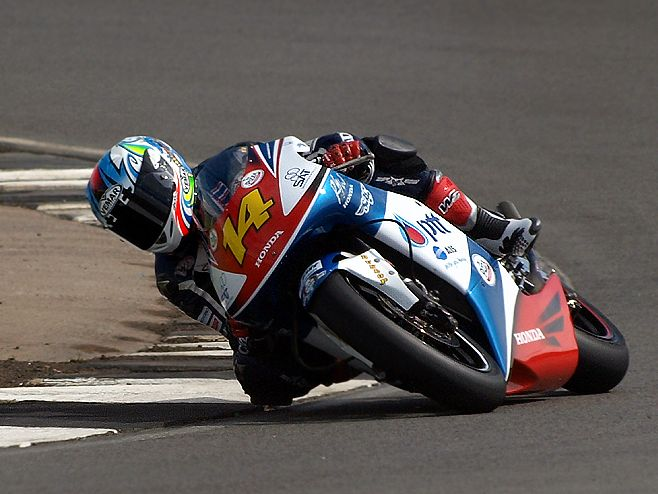
2009年 イギリスGP

ラタパー・ウィライロー ( Ratthapark Wilairot (Feem), タイ語: รัฐภาคย์ วิไลโรจน์ (ฟิม), 1988年4月14日 - ) は、タイ王国チョンブリー県出身のオートバイレーサー。

## 経歴
タイのベテランレーサーだったクリスマス・ウィライロー ( Christmas Wilairot ) の長男として生まれる。5歳の時ジュニアロードレースを開始、10歳の時には50ccのモトクロスレースで勝利を収めた。
2004年には全日本ロードレース選手権GP125クラスに参戦。翌2005年にはGP250クラスにステップアップし、第5戦SUGOでは青山周平に次ぐ2位表彰台を獲得し、シリーズランキングでは7位に入った。2006年も同クラスに参戦を継続、全戦で表彰台に立つ活躍を見せ、横江竜司(全戦優勝)に次ぐシリーズランキング2位を獲得した。またこの年にはもてぎでおこなわれた日本GP250ccクラスにワイルドカード参戦し、10位入賞を果たした。
2007年からはホンダのタイ現地法人の支援を受け、スペインの Stop and Go Racing Team が運営する タイ・ホンダ PTT SAG チームからロードレース世界選手権250ccクラスにフル参戦を開始。デビューイヤーはシリーズ17位、翌2008年はシリーズ13位に入り、同体制を維持したまま3年目のシーズンとなった2009年には、ウェットレースとなった第4戦フランスGPで自己ベストとなる5位に入賞、最終戦バレンシアGPでは自身初の1列目グリッドとなる予選3位から再び5位に入る活躍を見せ、2年連続でシリーズ13位となった。
2010年シーズン、ウィライローはチームに残留し、250ccクラス後継のMoto2クラスにビモータ製のシャシーを駆って参戦した。第6戦ダッチTTの予選では2番グリッドを獲得、決勝ではトニ・エリアス、トーマス・ルティと表彰台を巡っての激しいバトルを展開した結果、自己ベストを更新する4位フィニッシュを果たした。しかしシーズンを通して見るとシャシーのパフォーマンスの低さに苦しめられて下位に沈むレースが多く、年間ランキングは22位に終わった。
2011年もチームに残留し、Moto2での2年目のシーズンを迎える。しかし2010年12月6日、肝臓ガンで亡くなった父クリスマスの葬儀のため故郷チョンブリーに帰っていたウィライローは、友人の運転するバイクの後席に乗っていたときに交通事故に遭遇した。友人は死亡、ウィライローは頭部に重傷を負ったものの一命を取り留め、リハビリを終えて開幕直前のテストから現場復帰を果たした。
5つ年下の弟、ラタポン・ウィライロー (Ratthapong Wilairot) もオートバイレーサーとして活動しており、兄と同じく全日本ロードレース選手権に出場した経験を持つ。

## ロードレース世界選手権 戦績
| シーズン | クラス | バイク   | 出走 | 優勝 | 表彰台 | PP | ポイント | 順位 |
| -------- | ------ | -------- | ---- | ---- | ------ | -- | -------- | ---- |
| 2006年   | 250cc  | ホンダ   | 1    | 0    | 0      | 0  | 6        | 28位 |
| 2007年   | 250cc  | ホンダ   | 17   | 0    | 0      | 0  | 30       | 17位 |
| 2008年   | 250cc  | ホンダ   | 16   | 0    | 0      | 0  | 73       | 13位 |
| 2009年   | 250cc  | ホンダ   | 15   | 0    | 0      | 0  | 81       | 13位 |
| 2010年   | Moto2  | ビモータ | 17   | 0    | 0      | 0  | 30       | 22位 |
| 2011年   | Moto2  | FTR      |      |      |        |    |          |      |
| 合計     |        |          | 66   | 0    | 0      | 0  | 220      |      |